# کامل الحسینی
کامل الحسینی (23 فوریه 1867 - 31 مارس 1921) یک رهبر مذهبی مسلمان سنی در فلسطین و از اعضای خانواده الحسینی بود. او از سال 1908 مفتی حنفی بیت المقدس بود و در سال 1918 مقامات قیمومیت بریتانیا او را به عنوان اولین « مفتی اعظم بیت المقدس » منصوب کردند. آن ها این عنوان را از مفتی اعظم مصر کپی کرده بودند.  انگلیسی ها از او به عنوان «نماینده اسلام در فلسطین و یکی از قدیمی ترین اشراف کشور» یاد می کردند. 
الحسینی فرزند محمد طاهر الحسینی بود که پیش از او منصب مفتی حنفی بیت المقدس را بر عهده داشت.
از منظر سیاسی، رویکرد او با پدرش بسیار متفاوت بود. در دوران قیمومیت بریتانیا بر فلسطین، او به دنبال مصالحه با یهودیان  و مقامات بریتانیا بود. انگلیسی‌ها او را به ریاست دادگاه های استیناف و سپس مدیر کمیته عالی وقف منصوب کردند. آن‌ها همچنین به او نشان سنت مایکل و سنت جورج (CMG) اهدا کردند. 
پس از او برادر ناتنی اش محمدامین الحسینی جانشینش شد.

## کتابشناسی - فهرست کتب
- Porath, Yehoshua (1971). "Al Hajj Amin al Huseyni, Mufti of Jerusalem". Asian and African Studies. Jerusalem Academic Press.
- Zvi Elpeleg (1992, David Harvey, trans.). ‘’The Grand Mufti : Haj Amin al-Hussaini, Founder of the Palestinian National Movement’’ (London: Frank Cass) شابک ‎۰−۷۱۴۶−۳۴۳۲−۸

## لینک های خارجی
- شخصیت های فلسطینی: الحسینی، کامل

الگو:GMJerusalem